# Milone di Plancy
Milone di Plancy (in francese Miles de Plancy, in latino Milo; Plancy-l'Abbaye, anni 1130 – San Giovanni d'Acri, ottobre 1174) è stato un politico francese e nobile del regno crociato di Gerusalemme, di cui divenne brevemente reggente dopo l'ascesa al trono di re Baldovino IV.
Lontano parente dei sovrani di Gerusalemme, emigrò in Terrasanta negli anni 1160, stringendo saldi legami con re Amalrico I di Gerusalemme. Sposò la ricca ereditiera Stefania di Milly, diventando quindi uno dei nobili più potenti del regno e attirandosi le antipatie del resto degli aristocratici locali. Dopo la morte di Amalrico nel 1174, divenne reggente per suo figlio Baldovino IV (anche se in maniera non ufficiale per l'opposizione degli altri magnati). Molto impopolare tra i nobili del regno, Milone fu poco dopo ucciso a San Giovanni d'Acri in un agguato tesogli da ignoti, forse alcuni avversari politici. Fu ricordato in maniera estremamente negativa dal contemporaneo cronista Guglielmo di Tiro nella sua Historia rerum in partibus transmarinis gestarum, fonte principale sugli eventi principali che riguardarono la sua vita.

## Biografia

### Origini
Era figlio del nobile francese Ugo II, signore di Plancy-l'Abbaye e Saint-Parres-aux-Tertres, nello Champagne, e di sua moglie Emmeline. Milone era secondo di tre figli: il primogenito Ugo III, nato nel 1130, ereditò i feudi paterni, mentre il terzogenito Haïce, preso il nome religioso di Bartolomeo di Plancy, divenne un ecclesiastico e fu vescovo di Troyes dal 1190 al 1193. La sua data di nascita non è certa, ma si colloca negli anni 1130 circa. Fu battezzato in onore del bisnonno, Milone II, signore di Montlhéry. I Montlhéry erano al tempo una famiglia molto importante, imparentata con gli influenti conti di Rethel e, di conseguenza, coi sovrani di Gerusalemme, essendo re Baldovino II di Gerusalemme figlio di una certa Melisenda di Montlhéry.
Le sue attività prima del 1160 non sono note. In quell'anno lui e il fratello Ugo furono gli autori di una donazione, che ebbe luogo a Molesmes. In quanto figlio cadetto era conscio di non avere molte possibilità in patria, per cui, sfruttando le sue parentele, giunse in Terrasanta dopo il 1160 in cerca di fortuna, mettendosi al servizio di re Amalrico I di Gerusalemme, del quale era un lontano cugino. Non è noto l'esatto grado di parentela, poiché il cronista Guglielmo di Tiro, contemporaneo e avversario di Milo, parlandone non lo specifica, definendolo solo consanguineus. Nello specifico, la maggioranza delle informazioni pervenuta su Milone proviene dall'opera di Guglielmo di Tiro, suo detrattore, ed è quindi fortemente parziale.

### Incarichi a Gerusalemme

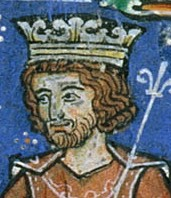
Miniatura di Amalrico I di Gerusalemme, di cui Milone era lontano parente e favorito

Amalrico lo nominò siniscalco di Gerusalemme, e nel 1167 Milone partecipò alla spedizione crociata in Egitto. In seguito incoraggiò Amalrico a concludere un trattato con l'Egitto piuttosto che attaccarlo e saccheggiarlo, al fine di non compromettere i rapporti coi musulmani (per Guglielmo di Tiro piuttosto Milone traviò Amalrico); prese quindi contatti col visir islamico Shawar, che versò un ingente riscatto per il figlio Taiy e per mettere termine alle scorribande crociate. Amalrico e Milone rientrarono quindi col proprio esercito verso Gerusalemme; Shawar aveva chiesto loro di intercettare il generale musulmano Shirkuh per impedirgli di attaccare l'Egitto, tuttavia egli riuscì ad eludere l'esercito cristiano e a prendere il Cairo, giustiziando Shawar. Il paese cadde quindi rapidamente sotto il controllo di Norandino, e ciò avrebbe portato in pochi anni all'unione dell'Egitto con la Siria sotto Saladino, un risultato infausto per il regno crociato.
Nel 1170 i cavalieri templari costruirono una fortezza a Gaza per difendersi dagli attacchi musulmani, e Milone di Plancy ne divenne comandante per concessione di Amalrico, andato a combattere le truppe di Saladino a Daron. Tuttavia, quando gli arabi attaccarono Gaza, il siniscalco si rifiutò di farvi rifugiare i cittadini disarmati, favorendone il massacro davanti alle mura. In seguito a questo episodio cominciò a divenire assai impopolare nel regno.

### La faida coi Brisebarre
Nel 1173 Milone sposò la ricca ereditiera Stefania di Milly, figlia del Gran maestro dell'Ordine templare Filippo di Milly e vedova di Umfredo III di Toron, importanti nobili ierosolimitani. Attraverso questo matrimonio consolidò la propria posizione all'interno della nobiltà del regno, divenendo signore del castello di Montréal e d'Oltregiordano. Tuttavia, costantemente impegnato nelle guerre coi musulmani volute da Amalrico, non fu in grado di soccorrere l'Oltregiordano quando esso fu invaso da Saladino nello stesso 1173. Stefania, rimasta sola a difendere il proprio feudo, fu soccorsa dall'ex-suocero Umfredo II di Toron, e fu infine salvata dalla volontà di Saladino di non distruggere un vantaggioso Stato cuscinetto fra i vari potentati musulmani.
L'eredità di Montréal si sarebbe rivelata foriera di grandi problemi per il siniscalco. Stefania aveva ottenuto questi possedimenti alla morte della sua giovane nipote, Beatrice di Brisebarre, il cui padre, Gualtiero III di Brisebarre, era stato precedentemente costretto a vendere la signoria di Beirut alla Corona in cambio di una somma in denaro e del feudo molto più modesto di Blanchegarde (odierna Tell es-Safi) per volere di Amalrico I, che temeva un'eccessiva concentrazione di feudi nelle mani di pochi magnati. A causa di questi torbidi rivolgimenti e della rapida ascesa di Milo, i Brisebarre cominciarono a provare una forte avversione nei suoi confronti e divennero suoi nemici giurati, giocando un ruolo chiave nel futuro omicidio.

### La reggenza

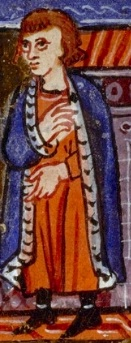
Miniatura del conte Raimondo III di Tripoli, nemico di Milone e possibile mandante del suo omicidio

Poco dopo il 1170, il suo potere a Gerusalemme crebbe costantemente, essendo grandemente favorito dal sovrano. Tra il 1173 e il 1174 Milone fu molto vicino a re Amalrico, facendogli da testimone in numerose donazioni da lui effettuate e governando in suo nome durante le sue assenze. Nel luglio 1174 Amalrico morì, e Milo, sfruttando il conseguente vuoto di potere, divenne reggente non ufficiale per il suo unico figlio maschio e successore Baldovino IV. Il giovane Baldovino, sebbene gravemente colpito dalla lebbra, che l'avrebbe condizionato per il resto della vita, fu incoronato re a pieno titolo e senza opposizione. Nonostante la temporanea vittoria, Milone non poté dichiararsi reggente ufficiale per l'opposizione dei grandi baroni cristiani, che malvedevano il suo crescente potere. Il cronista contemporaneo Guglielmo di Tiro, precettore di Baldovino, era profondamente avverso a Milone di Plancy, probabilmente per screzi avuti con lui proprio durante il periodo della reggenza, e ne lasciò un ritratto affatto negativo, definendolo homo inverecundus, clamosus, detractor, seditiosus ("impudente, iracondo, calunniatore e attaccabrighe"), e poi ancora «incauto, superbo e arrogante», affermando anche che «parlava spesso a vanvera e aveva un'opinione fin troppo buona di sé».
Milone presto entrò in aperta opposizione coi baroni del regno, che temevano volesse concentrare su di sé tutto il potere politico ierosolimitano e forse reclamare per sé il trono in virtù della sua parentela col defunto Amalrico. Per Guglielmo di Tiro Milo, inebriato dal grande potere detenuto («gli furono assegnati la reggenza e il potere, ponendolo subito dopo il re»), si era presto fatto arrogante, lasciandosi andare ad affermazioni provocatorie come «se i miei nemici mi trovassero addormentato, non oserebbero svegliarmi». Milone nominò numerosi suoi amici e sottoposti a importanti ruoli politici del regno, come fece con un tale Roardo, che rese castellano di Gerusalemme e de facto coreggente. Inoltre destò scandalo la sua volontà di trattare col califfo al-Mustadi' e con Saladino per ottenere quantomeno una tregua duratura tra cristiani e musulmani; ulteriori controversie derivarono dal mancato appoggio del reggente alla spedizione in Egitto di re Guglielmo II di Sicilia, che non potendo contare sul sostegno di Gerusalemme dovette presto tornare in Italia. In generale le grandi famiglie del regno di Gerusalemme malvedevano gli individui giunti da poco a corte, specialmente chi riusciva ad accumulare troppa influenza in poco tempo, come appunto aveva fatto lo stesso Milo.
Il conte Raimondo III di Tripoli, il nobile di maggiore spicco tra quelli orientali, si recò in quel frangente a Gerusalemme e rivendicò la reggenza per sé contrapponendosi a Milo, in quanto parente maschio più prossimo di Baldovino e feudatario ierosolimitano tra i più potenti. Raimondo ottenne presto il sostegno degli aristocratici nativi più influenti e offesi da Milo, tra i quali Guglielmo di Tiro cita il patrigno del re Reginaldo di Sidone, poi Umfredo II di Toron (nonno del figliastro di Milo, Umfredo IV) e i fratelli Baldovino e Baliano d'Ibelin. Milone di Plancy rimase così sempre più isolato, e il suo potere andò rapidamente erodendosi: il suo nemico Umfredo II di Toron era di fatto il comandante dell'esercito ierosolimitano, e anche gli ordini religiosi cavallereschi si rifiutavano di collaborare con lui. In questo periodo inoltre inviò il fratello del suo seguace Roardo, Baliano, in missione diplomatica in Europa, nominalmente come emissario di Baldovino IV, ma i nobili lo accusarono di star raccogliendo alleati e mercenari per attuare un colpo di Stato e impossessarsi della corona. Il vero scopo dell'ambasciata di Milone rimane oscuro, ma è attestato che i suoi emissari raggiunsero Federico Barbarossa nel settembre 1174 e poi il conte Filippo I di Fiandra l'anno successivo, dopo la sua morte.

### Assassinio e conseguenze

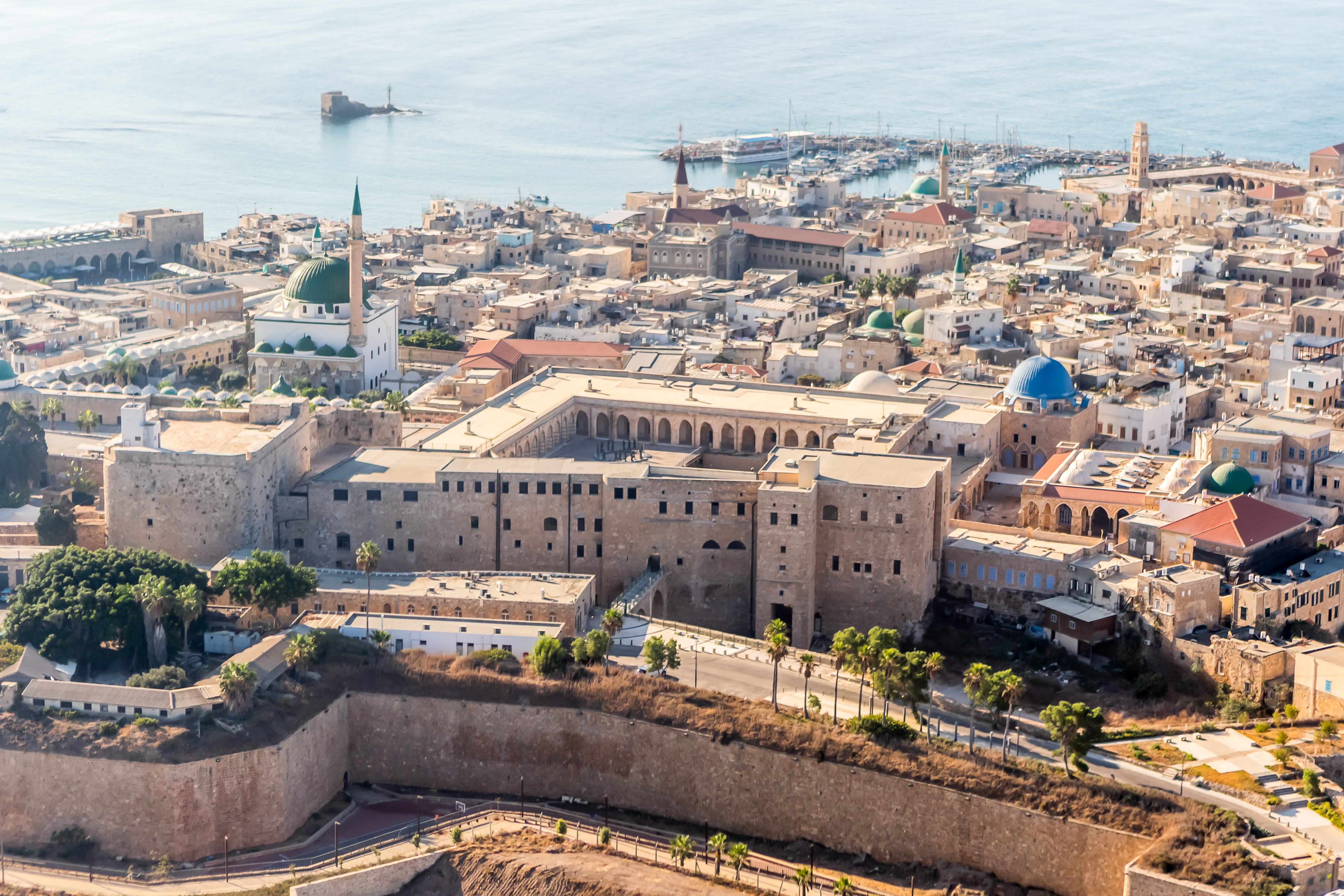
Veduta della Città Vecchia di Acri, tra le cui vie Milone fu ucciso

L'impopolarità di Milone divenne così trasversale che molti cominciarono a complottare per ucciderlo. Guglielmo di Tiro riporta che il reggente fu avvertito di un imminente complotto ai suoi danni, ma che si dimostrò troppo arrogante per preoccuparsene. Nell'ottobre del 1174, Milone finì quindi assassinato «in una notte senza luna» mentre si trovava a San Giovanni d'Acri. Non è nota la data esatta del fatto, ma pare che il reggente fosse stato assalito da ignoti in un vicolo mentre stava rincasando di notte, venendo massacrato a colpi di spada.
Il testo Regni Iherosolymitani Brevis Historia, contenuto nei genovesi Annali del Caffaro, suggerisce come esecutori dell'omicidio Gualtiero III di Brisebarre, ex-signore di Beirut, e suo fratello Guido. La disputa sul feudo di Montréal aveva infatti causato una faida tra Milone e la famiglia Brisebarre, nonostante fossero divenuti parenti; essi probabilmente avevano sperato di riottenere il proprio feudo con l'ascesa di Milone a reggente, ma quando ciò non era avvenuto avrebbero architettato il suo omicidio. È anche possibile, come insinua Guglielmo di Tiro, che i fratelli Brisebarre, già bramosi di rivalsa, fossero stati istigati dagli oppositori politici di Milone perché commettessero il delitto. Guglielmo di Tiro riferisce anche un'altra possibile causa dell'assassinio: riconoscendogli una grande lealtà a Baldovino, il vescovo testimonia come Milone rifiutasse di concedere ai nobili le terre appartenenti alla Corona, al fine di non ridurne i possedimenti e non danneggiare il futuro potere del giovane re.
In pochi giorni l'Alta Corte di Gerusalemme, spinta anche da una minacciosa avanzata di Saladino verso l'Oltregiordano, designò ufficialmente Raimondo di Tripoli come reggente. Raimondo, per non creare ulteriore instabilità, non estromise gli uomini di Milo, e personalità come Roardo il castellano rimasero al proprio posto. La vedova di Milo, Stefania di Milly, accusò dell'omicidio del marito il conte Raimondo, ma non vi erano prove dirette che fosse coinvolto nel suo assassinio, nonostante fosse certamente il principale beneficiario della dipartita del suo avversario politico. Nel novembre 1174 le spoglie di Milo, riportate a Gerusalemme, furono tumulate nella basilica del Santo Sepolcro.
L'assassinio di Milone non fu che il primo di una lunga serie nel periodo di torbidi che interessò il regno di Gerusalemme durante la fine del XIII secolo. La morte violenta e indotta divennero piuttosto comuni nella politica ierosolimitana, tanto che già nel 1192 il nuovo re Corrado I di Gerusalemme fu a sua volta ucciso in un agguato per le strade di Tiro, con modalità molto simile a quanto successo a Milo; nel 1177 anche Guglielmo Spadalunga, fratello di Corrado, era morto in circostanze poco chiare, forse a sua volta assassinato. Il destino del reggente divenne noto in tutta Europa, scoraggiando molti nobili dall'emigrare nel regno di Gerusalemme, ritenuto troppo politicamente instabile e senza garanzie per il futuro. L'aristocrazia ierosolimitana sarebbe sempre stata ostile alle influenze esterne, tanto da opporsi apertamente anche all'imperatore Federico II di Svevia quando egli tentò di estendere la propria autorità sulla Terrasanta sposando la regina Isabella II di Gerusalemme, discendente di re Amalrico.

## Discendenza
Milone di Plancy sposò Stefania di Milly nel 1173. Il matrimonio durò poco più di un anno, finché Milone non venne assassinato; non sono noti discendenti da questa unione.
Rimasta vedova per la seconda volta, Stefania sposò Rinaldo di Châtillon, uno dei principali baroni del regno, nel 1176.

## Ascendenza
Di seguito l'ascendenza di Milone di Plancy, interamente ascrivibile alla famiglia nobiliare dei signori di Plancy, il cui grado di parentela coi regnanti di Gerusalemme rimane tuttavia incerto.
|                  |   |                         | Genitori               |  |  | Nonni             |  |  | Bisnonni        |  |
|                  |   |                         |                        |  |  | Filippo di Plancy |  |  | Ugo I di Plancy |  |
|                  |   |                         |                        |  |  | Filippo di Plancy |  |  | Ugo I di Plancy |  |
|                  |   | Emeline di Vandeuvre    |                        |  |  | Filippo di Plancy |  |  |                 |  |
| Ugo II di Plancy |   |                         |                        |  |  | Filippo di Plancy |  |  |                 |  |
|                  |   | Ermessinda di Montlhéry | Milone II di Montlhéry |  |  |                   |  |  |                 |  |
|                  |   | Ermessinda di Montlhéry | Milone II di Montlhéry |  |  |                   |  |  |                 |  |
|                  |   | Ermessinda di Montlhéry | Lithuise di Troyes     |  |  |                   |  |  |                 |  |
| Milone di Plancy |   | Ermessinda di Montlhéry |                        |  |  |                   |  |  |                 |  |
|                  | … | …                       |                        |  |  |                   |  |  |                 |  |
|                  | … | …                       |                        |  |  |                   |  |  |                 |  |
|                  | … | …                       |                        |  |  |                   |  |  |                 |  |
| Emmeline         | … |                         |                        |  |  |                   |  |  |                 |  |
|                  |   | …                       | …                      |  |  |                   |  |  |                 |  |
|                  |   | …                       | …                      |  |  |                   |  |  |                 |  |
|                  |   | …                       | …                      |  |  |                   |  |  |                 |  |
|                  |   | …                       |                        |  |  |                   |  |  |                 |  |

### Annotazioni
1. ↑  In realtà il suo controllo di Montréal è dubbio, poiché in una donazione di Amalrico I ai cavalieri teutonici del 1173 figurano come testimoni sia Milone di Plancy che "Milone, signore di Montréal", ed è quindi possibile che i due fossero persone diverse poi erroneamente assimilate. Cfr. (EN) Seigneurs de Plancy, su Champagne - Troyes, fmg.ac..

### Riferimenti
1. 1 2 3 4 5  (EN) Family of Miles de Plancy, su gw.geneanet.org.
2. 1 2 3 4 5 6 7 8 9 10 11 12  (EN) Seigneurs de Plancy, su Champagne - Troyes, fmg.ac..
3. 1 2 3 4 5 6  Guglielmo di Tiro, libro XXI, cap. IV.
4. 1 2 3 4 5 6  Hamilton 2000, p. 85.
5. ↑  Guglielmo di Tiro, libro XIX, cap. XXI.
6. 1 2 3  Guglielmo di Tiro, libro XX, cap. X.
7. ↑  Runciman 2005, p. 606.
8. 1 2  Runciman 2005, p. 607.
9. ↑  Runciman 2005, p. 614.
10. 1 2  Guglielmo di Tiro, libro XX, cap. XXI.
11. 1 2 3  Ligato 2005, p. 25.
12. 1 2  Runciman 2005, p. 618.
13. 1 2 3  Hamilton 2000, p. 92.
14. 1 2 3 4  Runciman 2005, p. 626.
15. 1 2 3 4 5 6 7 8  Ligato 2005, p. 26.
16. 1 2  Hamilton 2000, p. 86.
17. 1 2 3  Guglielmo di Tiro, libro XXI, cap. III.
18. ↑  Ligato 2005, p. 70.
19. ↑  Hamilton 2000, pp. 87-88.
20. ↑  Meschini 2001, p. 74.
21. ↑  Hamilton 2000, p. 88.
22. 1 2  Hamilton 2000, p. 89.
23. 1 2 3 4 5  Hamilton 2000, p. 90.
24. ↑  Ligato 2005, p. 69.
25. ↑  Hamilton 2000, pp. 91-92.
26. 1 2 3  Hamilton 2000, p. 93.
27. ↑  Hamilton 2000, p. 97.
28. 1 2  Runciman 2005, pp. 627-628.
29. ↑  Ligato 2005, p. 123.
30. 1 2 3  Meschini 2001, p. 83.
31. ↑  Ligato 2005, p. 61.